# الساندرو رینالدی (بازیکن فوتبال)
الساندرو رینالدی (انگلیسی: Alessandro Rinaldi؛ زادهٔ ۲۳ نوامبر ۱۹۷۴) بازیکن فوتبال اهل ایتالیا است.
از باشگاه‌هایی که در آن بازی کرده‌است می‌توان به باشگاه فوتبال هلاس ورونا، باشگاه ورزشی لاتزیو، باشگاه فوتبال کیه‌وو ورونا، باشگاه فوتبال آ.اس. رم، باشگاه فوتبال بولونیا، باشگاه فوتبال پیاچنزا، باشگاه فوتبال تریستیانا، و باشگاه فوتبال آتالانتا اشاره کرد.
وی همچنین در تیم ملی فوتبال زیر ۱۷ سال ایتالیا بازی کرده‌است.